# J-MELO
『J-MELO』（ジェイメロ）は、2005年10月7日からNHKワールドTVおよびテレビジャパンで毎週放送されている、日本の全世界向け音楽番組である。
2008年4月6日からはNHK総合テレビでも放映を開始。2010年4月以降はウィークリー放送となった。

## 概要
「JAPAN」と「Melody」・「Mellow」を掛け合わせた「J-MELO」という番組名が示す通り、日本の音楽を世界に発信する番組で、NHKワールドが世界約160の国と地域に向けて放送する、日本の放送史上初の全編英語の日本音楽番組。
放送されている国のうち、100か国以上からメールや写真が寄せられている。外国人向けという局の方針上、番組は全て英語で進行されるが、アーティストとのトークパートだけは日本語で進行する（画面上に英語の字幕を付ける対応をしている）。「日本を拠点に活動するアーティスト」で海外でも活動するアーティストが中心に出演し、最新のヒット曲だけでなくポップス、ロック、ジャズ、クラシック、トラッドなどジャンルを超えたゲストを招きながら、日本の音楽とアーティストを全世界へ発信している。
J-WAVE、ニッポン放送、スポーツニッポン、『日経エンタテインメント』、『声優グランプリ』等、他の放送局とのコラボレーションや、編集部への直撃取材をたびたび行っている。そのため、NHK以外のマスコミ関係者もたびたび登場する。

## 歴史
2005年10月番組開始。当初は海外での放送だけで、PVを流すだけの簡素な作りだった。
2006年4月からは、マンスリー・ゲストと呼ばれるゲストが毎月1組ずつスタジオに招かれ、トークや演奏が行われるようになった。この頃から日本国内での放送を開始したが、当時はデジタル教育テレビのマルチ編成023chでの不定期放送だったことに加え、送信所・中継局の数も少なかったことから、地上デジタル放送が受信できない多くの地域では日本国内でNHKワールドTVを直接受信している世帯を除いて本番組の視聴ができなかった。
2007年4月からは、ゲストが増員され、また、有名ミュージシャンからの日本語でのコメントも多数寄せられるようになった。
2007年10月からは、さらに多くのゲストが登場するようになり、玄人好みや、新進気鋭のミュージシャンも出演してきた。
2007年11月14日にはZepp Tokyoで、初の公開収録となる「J-MELOスペシャルライブ〜Live to the World〜」が行われた。翌年から、夏フェス・冬フェスとして現在までに4回開催。NHK総合テレビとNHK-BSで放送されている。
2008年4月4日の放送からは、スタジオ（収録はCT-511スタジオ）も一新し、番組自体がパワーアップしている。
また、国内放送では総合テレビ深夜に、毎週放送されることになった。
2009年に入ると、日本音楽の一方的紹介から一歩進み、メールの紹介だけでなく写真や動画の投稿、日本国内へのさまざまな募集など、世界中の視聴者との相互交流を目指した演出上の変化が見られる。
2010年からは、ディスカバラー、スーパーバイザーなど、数々の準レギュラーが登場する。
2012年4月の放送より国内放送が総合テレビからBSプレミアムに変更された。
2015年10月2日、放送開始10周年を記念したムック本「『J-MELO』が教えてくれた世界でウケる『日本音楽』」が発売。
2018年度まではほぼ毎週放送（月末の一部はアンコール回）されていたが、2019年度から2022年度は月末に『SONGS OF TOKYO』が放送された週は放送休止となり、アンコール回は不定期の編成だった。2023年から『SONGS OF TOKYO』は定時レギュラー終了（不定期の特番で放送予定）したため、再び毎週の放送（月末の一部のアンコールも復活）に戻ることになった。

## 出演者
VJ
番組の司会者は、VJあるいはビジュアル・ジョッキーと呼ばれる。
- 2005年10月 - 2007年3月：竹松舞
- 2007年4月 - 2008年9月：melody.
- 2008年10月 - 2010年3月：May J.[3]・シャンティ・スナイダー[注釈 4]
- 2010年4月 - ：May J.

ミュージック・ディスカバラー
インタビューやリポートを行う。
- 2010年1月 - ：JAY'ED・LEO今井・武川アイ

スーパーバイザー
視聴者の投稿にコメントする。
- 2010年1月 - ：早川大地・スコット・マーフィー・モーニング娘。

スペシャル・コメンテーター
- 2010年4月 - ：デーブ・スペクター[注釈 5]

ゲスト一覧
| 年     | 月   | ゲスト |
| ------ | ---- | --- |
| 2006年 | 4月  | 服部克久・山下洋輔 |
| 2006年 | 5月  | 渋さ知らズ |
| 2006年 | 6月  | 村治佳織 |
| 2006年 | 7月  | BONNIE PINK |
| 2006年 | 8月  | デーモン小暮閣下 |
| 2006年 | 9月  | レナード衛藤 |
| 2006年 | 10月 | 山中千尋 |
| 2006年 | 11月 | PUFFY（日本語でのコメント）・melody. |
| 2006年 | 12月 | ゴダイゴ・伊藤ふみお（KEMURI・リーダー） |
| 2007年 | 1月  | PE'Z |
| 2007年 | 2月  | 二井原実（ラウドネス） |
| 2007年 | 3月  | Dir en grey（日本語でのコメント）/ HIGH and MIGHTY COLOR（日本語でのコメント） |
| 2007年 | 4月  | m-flo・上原ひろみ・アンジェラ・アキ（英語でのコメント）/ Sowelu（英語でのコメント）/ coba（日本語でのコメント） |
| 2007年 | 5月  | 安良城紅・矢野沙織・吉田兄弟（日本語でのコメント）/ 西川箕乃助（英語での日舞指導）/ 谷村新司（日本語でのコメント）/ 尾高忠明（日本語でのコメント） |
| 2007年 | 6月  | the pillows（山中さわお）・五嶋龍・L'Arc〜en〜Ciel（日本語でのコメント）/ 秋川雅史（日本語でのコメント）/ 上間綾乃（日本語でのコメント） |
| 2007年 | 7月  | Crystal Kay・NORA・南こうせつ（日本語でのコメント）/ モーニング娘。（日本語と中国語でのコメント）/ GANGA ZUMBAの宮沢和史と高野寛（日本語でのコメント）/ 加山雄三（日本語でのコメント）                                                                             |
| 2007年 | 8月  | MONKEY MAJIK |
| 2007年 | 9月  | ヒダノ修一（日本語での太鼓指導）/ abingdon boys school（日本語でのコメント）/ 新良幸人・下地勇/ ORANGE RANGE（日本語でのコメント）/ キース・ゴードン（琉球アンダーグラウンド）/ 日野皓正・渡辺香津美・KONISHIKI・Emyli・JYONGRI                                    |
| 2007年 | 10月 | 神保彰・村治奏一・ギターウルフ・JESSE（RIZE）/ 中孝介（日本語でのコメント）/ 影山ヒロノブ（日本語でのコメント）/ 東京ブラススタイル（日本語でのコメント） |
| 2007年 | 11月 | 小曽根真・クリス&祥子（クリストファー・ハーディ・新谷祥子）・渡辺貞夫・村治佳織・WISE・May J./ 細野晴臣（日本語でのコメント）/ 大塚愛（日本語でのコメント）/ ASIAN KUNG-FU GENERATION（日本語でのコメント）/ ℃-ute（日本語でのコメント）/ 雅（日本語でのコメント） |
| 2007年 | 12月 | 秋川雅史・L'Arc〜en〜Ciel（日本語でのコメント） |
| 2008年 | 1月  | 東方神起（日本語でのコメント）/ SOUL'd OUT（日本語でのコメント）/ Hearts Grow（日本語でのコメント）/ アリス九號.（日本語でのコメント）/ 少年ナイフ・indigo blue |
| 2008年 | 2月  | 塩谷哲・宮本笑里・ZEEBRA・POLYSICS/ 谷村新司（日本語でのコメント） |
| 2008年 | 3月  | 田中ロウマ・ヒダノ修一 |
| 2008年 | 4月  | m-flo・東京スカパラダイスオーケストラ・上原ひろみ |
| 2008年 | 5月  | 雅-miyavi-・大萩康司・JYONGRI・Spontania・LEO今井・SoulJa・Tiana Xiao・jammin' Zeb |
| 2008年 | 6月  | MONKEY MAJIK・INFINITY16・リア・ディゾン・山下洋輔・金子マリ/the GazettE・GO! GO! 7188・田中ロウマ・タモリ（コメント出演） |
| 2008年 | 7月  | 小曽根真・塩谷哲・Crystal Kay・HALCALI/佐渡裕・大黒摩季・Perfume・郷ひろみ（コメント出演） |
| 2008年 | 8月  | 沖仁/高橋幸宏（コメント出演） |
| 2008年 | 9月  | ランキンタクシー・Ryohei・JUJU |
| 2008年 | 10月 | LISA・dj KENTARO・沖仁・SoulJa ・上原ひろみ（東京JAZZのゲストとして） /Char・タケカワユキヒデ・トミー・スナイダー・YA-KYIM・ZEEBRA・鈴木雅之（コメント出演） |
| 2008年 | 11月 | DJ KAORI・坂本美雨・シーナ・鮎川誠 ・村治佳織・村治奏一 /武田鉄矢（コメント出演） |
| 2008年 | 12月 | coba・渡辺香津美・本田雅人・松本圭司・グレッグ・リー・則竹裕之/ 小野花子（秋田音頭の先生役） |
| 2009年 | 1月  | TERIYAKI BOYZ（VERBALとWISEが出演）・JAMOSA・ステファニー / Rie fu・LEO今井 |
| 2009年 | 2月  | マーティ・フリードマン・大城蘭・カノン / 加藤和彦 / SoulJa・沖仁・一星 / チャットモンチー・Aqua Timez（コメント出演） |
| 2009年 | 3月  | ランキン・タクシー・ショーン・レノン/ テリー伊藤（コメント出演） |
| 2009年 | 4月  | 山本恭司（BOWWOW）・BENI・高橋幸宏/ 関根麻里/ 佐野史郎（コメント出演） |
| 2009年 | 5月  | VAMPS・クレンチ&ブリスタ・MiChi・Sweet Vacation・福井舞/ 神奈川フィルハーモニー管弦楽団（指揮・現田茂夫）・UNIT ASIA |
| 2009年 | 6月  | THE BOOM・MONKEY MAJIK・小野リサ/ ミッキー吉野・Toshiya(DIR EN GREY)・横山剣(クレイジーケンバンド)（コメント出演） |
| 2009年 | 7月  | 五嶋龍・UA |
| 2009年 | 8月  | 中孝介・マーティ・フリードマン・大貫妙子・小松亮太・辻有沙・HOME GROWN・Bread＆Butter/ 後藤正文(アジアン・カンフー・ジェネレーション)（コメント出演） |
| 2009年 | 9月  | モーニング娘。・上原ひろみ |
| 2009年 | 10月 | ヤヒロトモヒロ・グラストン・ガリッツァ・abingdon boys school・辻井伸行・横山剣・coba |
| 2009年 | 11月 | 早川大地・Dew・JAY'ED・宮本笑里・原田知世・ユンナ・おおたか静流・SOIL&"PIMP"SESSIONS |
| 2009年 | 12月 | スコット・マーフィー・西野カナ・野呂一生 |
| 2010年 | 1月  | オノヨーコ・神保彰・AGA-SHIO（上妻宏光・塩谷哲）・プラネット・スピリタ |
| 2010年 | 2月  | ディアマンテス・大城クラウディア・宮沢和史・かりゆし58・BEGIN |
| 2010年 | 3月  | L'Arc〜en〜Ciel・the GazettE・佐渡裕・村治佳織 |
| 2010年 | 4月  | MONKEY MAJIK・オレスカバンド |
| 2010年 | 5月  | KOKIA・MiChi・Emi Maria・スガシカオ・テリー伊藤・パク・ヨンハ・ユンナ・ガイア・クアトロ・大工哲弘 |
| 2010年 | 6月  | SoulJa・渡辺貞夫 |
| 2010年 | 7月  | 井上ジョー・ナオト・インティライミ・OKAMOTO'S・Baby M・クミコ・SHANTI・モーニング娘。・LM.C |
| 2010年 | 9月  | モーニング娘。・れいた（the GazettE）・AGA-SHIO（上妻宏光・塩谷哲）・pupa・福井舞・SCANDAL・藤澤ノリマサ・大西順子 |

## コーナー
Club J-MELO
観客を招いて行うスタジオライブ。
| 年     | Vol | 出演者                                                                                   |
| ------ | --- | ---------------------------------------------------------------------------------------- |
| 2008年 | 1   | 雅-miyavi-・大萩康司                                                                     |
| 2008年 | 2   | 山下洋輔                                                                                 |
| 2008年 | 3   | 小曽根真&塩谷哲                                                                          |
| 2008年 | 4   | 沖仁&SoulJa                                                                              |
| 2008年 | 5   | 村治佳織&村治奏一                                                                        |
| 2008年 | 6   | 渡辺香津美・本田雅人・松本圭司・グレッグ・リー・則竹裕之・May J.・シャンティ・スナイダー |
| 2009年 | 7   | ランキン・タクシー                                                                       |
| 2009年 | 8   | Rie fu&LEO今井                                                                           |
| 2009年 | 9   | ショーン・レノン                                                                         |
| 2009年 | 10  | 小野リサ                                                                                 |
| 2009年 | 11  | 五嶋龍                                                                                   |
| 2009年 | 12  | 上原ひろみ                                                                               |
| 2009年 | 13  | SOIL&"PIMP"SESSIONS                                                                      |
| 2009年 | 14  | 野呂一生                                                                                 |
| 2009年 | 15  | 神保彰                                                                                   |
| 2010年 | 16  | ディアマンテス・大城クラウディア                                                         |
| 2010年 | 17  | MONKEY MAJIK                                                                             |
| 2010年 | 18  | オレスカバンド                                                                           |
| 2010年 | 19  | 渡辺貞夫                                                                                 |
| 2010年 | 20  | 大西順子                                                                                 |
| 2010年 | 21  | BONNIE PINK                                                                              |
| 2010年 | 22  | THE BOOM                                                                                 |
| 2010年 | 23  | シャンティ・スナイダー                                                                   |

## 地上波での放送内容

### 2008年3月まで
放送は総合テレビジョン。
| 放送日         | タイトル                                         | 内容 |
| -------------- | ------------------------------------------------ | --- |
| 2006年4月9日   | スプリングスペシャル                             | ジャズ・ピアニストの山下洋輔が日本の音楽の講師役で登場。 |
| 2006年6月      | 再編集版#1                                       | ユニークバンド特集（聖飢魔II、BEAT CRUSADERS、倭製ジェロニモ&ラブゲリラエクスペリエンス、氣志團、渋さ知らズ）と、服部克久のダイジェスト。                                                                         |
| 2006年8月6日   | サマースペシャル                                 | デーモン小暮閣下が、三橋貴風、友吉鶴心、雷電湯澤、石川俊介、石黒彰と共に出演。デーモン小暮閣下はラリー・キングショー以来となる全編英語で、日本のロックと邦楽についての持論を語った。                              |
| 2006年10月1日  | 再編集版#2                                       | 団塊の世代特集（吉田拓郎、井上陽水、南こうせつ、小田和正、矢沢永吉）に加え、村治佳織、BONNIE PINKがゲスト出演した。視聴率がポップジャムを上回った。                                                               |
| 2006年12月17日 | ウインタースペシャル                             | ゴダイゴ（ミッキー吉野、タケカワユキヒデ、浅野孝己、スティーブ・フォックス、トミー・スナイダー）が出演した。 |
| 2007年3月11日  | ゲスト総集編                                     | 世界志向の音楽家たち、と題され、2006年度の地デジ版に出演した山中千尋、村治佳織、BONNIE PINK、melody.、服部克久、レナード衛藤、PE'Z、渋さ知らズ、KEMURI、ラウドネスのダイジェストが放送された。                    |
| 2007年6月      | 再編集版#3                                       | J-TRADと沖縄の再編集版。 |
| 2007年8月      | ゲストハイライツ                                 | melody.が招いた、2007年4月以降のゲスト（m-flo、上原ひろみ、安良城紅、矢野沙織、the pillows、五嶋龍、クリスタル・ケイ、NORA、Monkey Majik）のハイライト。                                                          |
| 2007年10月1日  | J-MELOスペシャル                                 | KONISHIKI、Emyli、JYONGRI、日野皓正、渡辺香津美が出演。NHKワールドで放送された「サマースペシャル」に日本語字幕を付加したもの。この回と上記のゲストハイライツを合わせたものは、BS2、BSハイビジョンでも放送された。 |
| 2007年10月28日 | J-MELO in 沖縄                                   | 2007年9月に放送された沖縄特番の再編集版。 |
| 2007年12月16日 | ゲストハイライツ                                 | melody.が招いた、2007年10月以降のゲスト（渡辺貞夫、小曽根真、神保彰、村治佳織、村治奏一、クリス&祥子、ギターウルフ、RIZE、WISE、May J.）のハイライト。                                                            |
| 2007年12月31日 | Eメールアワード2007                              | 世界中から番組に寄せられたEメールの集計データに基いた特番。記念すべき第1回の2007年国別ベスト3は#3アメリカ・#2ペルー・#1フィリピン、アーティスト別ベスト3は#3KAT-TUN・#2melody.・#1L'Arc〜en〜Cielだった。         |
| 2008年3月1日   | J-MELO ウィンタースペシャル〜Live to the World〜 | Zepp Tokyoで行われた公開収録ライブ。indigo blue、Metis、PE'Z、ヒダじんぼ（ヒダノ修一、神保彰）、coba、吉田美奈子、渡辺香津美が出演。                                                                              |
| 2008年3月8日   | ゲストハイライツ&J-MELO in 徳島                  | melody.が招いた、2008年1月以降のゲスト（少年ナイフ、ZEEBRA、塩谷哲、POLYSICS、indigo blue、宮本笑里、田中ロウマ）と、徳島ロケのハイライト。                                                                       |

この他に、徳島県域・総合テレビで放送されている「あわメロクリスマススペシャル」にmelody.がゲストで呼ばれた際に、J-MELOが紹介された（2007年12月）。

### 2008年4月から
2008年4月以降、国内放送でのレギュラー放送はNHK総合テレビ「ミッドナイトチャンネル」に移行する。デジタルだけでなくアナログでも放送されるため日本国内のすべての地域で本番組の視聴が可能となる。
2010年4月から9月19日までは毎週日曜深夜（月曜未明）0:30 - 1:00、同年9月26日から2011年3月までは毎週日曜深夜（月曜未明）0:20 - 0:50、2011年4月から2012年3月まで毎週日曜深夜（月曜未明）1:00 - 1:30に放送。ただし次の地区は別番組のため時間が異なっている。
- 近畿地方は、『西方笑土』、『上方落語の会』の放送のため原則として1:45 - 2:15に時差放送される[注釈 9]。
- 東海・北陸地方は、毎月1回『サタテン』の一か月放送分を再放送するため1時間遅れで放送される。
- 北海道地方では過去に2010年10月から12月まで『北海道クローズアップ』の再放送および過去の名作選など北海道地方に関連した番組のアンコール放送を行なうため3日遅れの毎週水曜深夜（木曜未明）1:30 - 2:00[注釈 10]に北海道ローカルで時差放送されていたが、2011年1月からは東京からの放送と同一時刻の放送に戻った。一時期、同年12月15日・22日深夜放送分も、北海道地方では地域番組差し替えの関係で未放送に終わった回がある。

日本国内での放送はNHKワールド・プレミアムよりも5日、NHKワールドTVよりも7日それぞれ早い先行放送となっている。

## BS波での放送
2007年以降、BS2とBSハイビジョンで、J-MELOスペシャルを放送している。 
2012年4月より地上波の総合テレビからBSプレミアムに移動してレギュラー放送が行なわれることになった（国際放送初回放送より5日遅れの放送）。
2023年3月を以てBSプレミアムでのレギュラー放送が終了した。

## 字幕・画質・音声
字幕
- 日本語字幕
外国人向け国際放送であるNHKワールドTVを除き、国内外の放送（NHK総合テレビジョン・NHKワールドプレミアム・テレビジャパンなど）では日本語字幕が表示されている。
- 英語字幕
外国人向け国際放送であるNHKワールドTVでは、日本語には英語字幕を表示している。

画質環境
標準画質で放送される国内のアナログ放送では当初は4:3サイズにして放送していたが、2010年7月から2011年の地上デジタル放送の完全移行までは16:9のレターボックス放送となっていた（岩手県・宮城県・福島県は2012年3月まで）。
標準画質で放送される海外向けのNHKワールドTVのPAL方式放送、NHKワールド・プレミアムは、開始当初は16:9映像をサイドカットした4:3サイズにして放送していたが、2012年4月以降は16:9レターボックス放送となった。
2009年4月よりNHKワールド・プレミアムでの放送が土曜日の10:05 - 10:35に時間帯を移し、同時にノンスクランブル放送で視聴可能となっていた。
音声環境
日本国内での放送はステレオ放送だが、海外向けの放送はモノラル放送となっている。